# Warta (wojsko)
Warta – uzbrojony pododdział, wyznaczony rozkazem dziennym, do 
pełnienia służby wartowniczej, polegającej na ochronie wyznaczonych obiektów, rejonów lub osób. Warta składa się z dowódcy, jego pomocnika, rozprowadzających i wartowników. Według uregulowań przyjętych w Wojsku Polskim służbę wartowniczą mogą pełnić żołnierze, którzy złożyli przysięgę wojskową, zdali egzamin z prawa użycia broni oraz przeszli badania lekarskie i instruktaż.

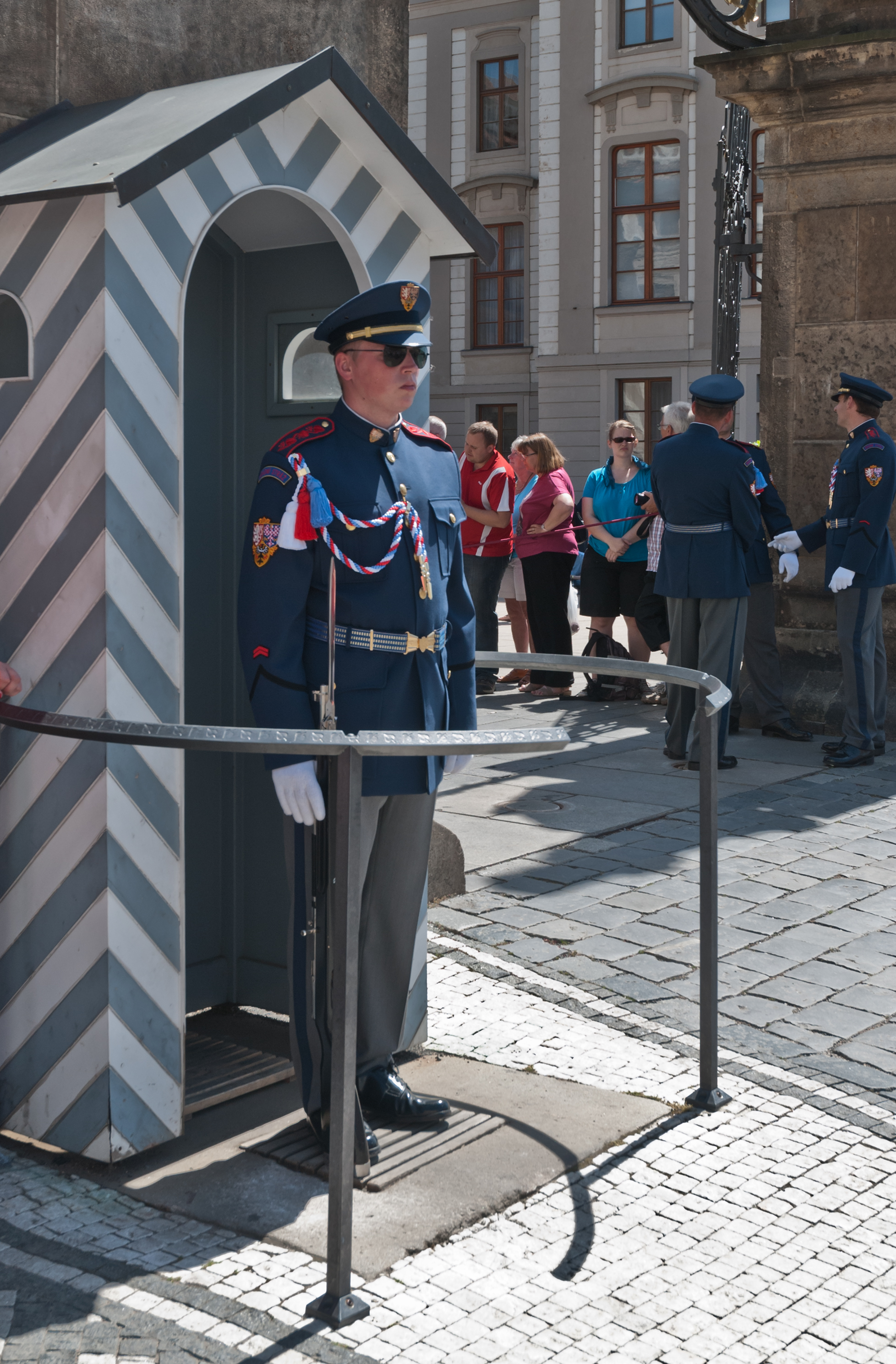
Wartownik na Hradczanach
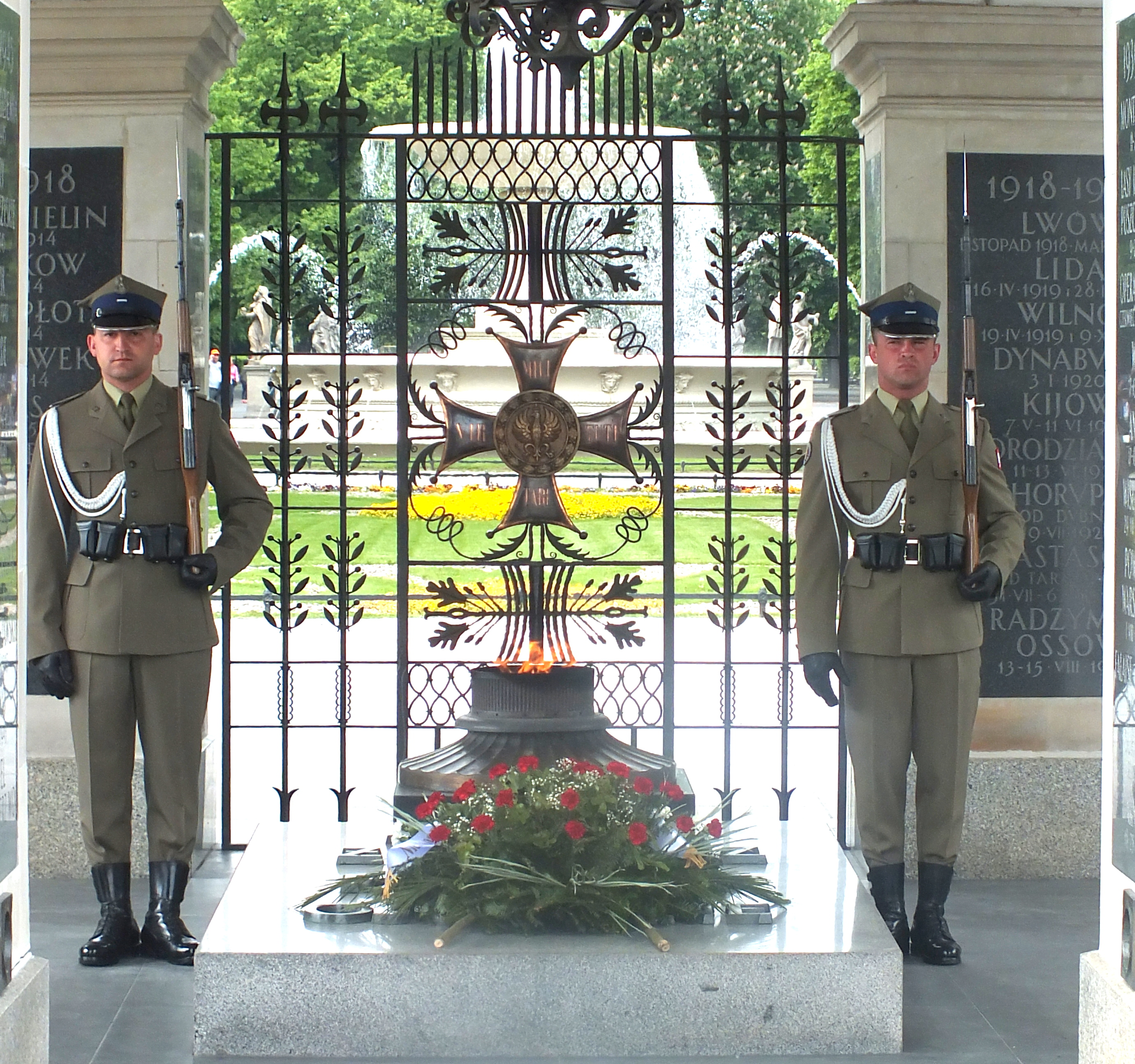
Warta honorowa przed Grobem Nieznanego Żołnierza w Warszawie